# Tiefenbach (powiat Pasawa)
Tiefenbach – miejscowość i gmina w Niemczech, w kraju związkowym Bawaria, w rejencji Dolna Bawaria, w regionie Donau-Wald, w powiecie Pasawa. Leży około 8 km na północny zachód od Pasawy, przy drodze B85.

## Dzielnice
W skład gminy wchodzą trzy dzielnice: Haselbach, Kirchberg, Tiefenbach.

## Demografia
| Rok  | Liczba mieszk. |
| ---- | -------------- |
| 1970 | 4 509          |
| 1987 | 5 930          |
| 2000 | 6 725          |

## Polityka
Wójtem od 2002 jest Alfred Schwarzmaier (CSU), jego poprzednikiem był Leonhard Anetseder. Rada gminy składa się z 20 członków.

## Oświata
(na 1999)

W gminie znajduje się 200 miejsc przedszkolnych (214 dzieci) oraz 3 szkoły (42 nauczycieli, 680 uczniów).

## Współpraca
Miejscowość partnerska:
- Zellingen, Bawaria